# Андрей Карпати
Андрей Карпати (нар. 23 жовтня 1986 р.) — директор зі штучного інтелекту та комп'ютерного зору для автопілота в Tesla. Він спеціалізується на глибокому навчанні та комп'ютерному зорі.
Андрей Карпати народився у Словаччині і переїхав із сім'єю до Торонто, коли йому було 15 років. Він отримав ступінь бакалавра з інформатики та фізики в Університеті Торонто в 2009 році, а ступінь магістра — в Університеті Британської Колумбії в 2011 році, де працював над моделюванням фізичних тіл. Закінчив докторську дисертацію в Стенфордському університеті в 2015 році під керівництвом Фей-Фей Лі, зосередившись на перетині обробки природної мови та комп'ютерного зору, та моделей глибокого навчання, придатних для цього завдання. Він приєднався до групи штучного інтелекту OpenAI як науковий співробітник у вересні 2016 року, а в червні 2017 року став директором напряму штучного інтелекту Тесла.
В липні 2022 року заявив що йде з компанії.
В лютому 2023 оголосив про повернення до OpenAI.
2020 року MIT Technology Review назвав Андрея одним з новаторів до 35 років.